# Refugio de vida silvestre de Boa Nova
El Refugio de Vida Silvestre de Boa Nova (Portugués: Refúgio de Vida Silvestre de Boa Nova) es una reserva silvestre en el estado de Bahía, Brasil.

## Ubicación
El Refugio de Vida Silvestre de Boa Nova se encuentra en la municipalidad de Boa Nova, Bahía. Cubre un área de 15.024 hectáreas (37.130 acres). Colinda sectores del parque nacional de Boa Nova. El propósito es proteger y regenerar por completo los ecosistemas naturales en el límite entre la Mata atlántica y Caatinga, mantener las poblaciones viables de mamíferos en peligro y especies de aves, en particular el hormiguero esbelto (Rhopornis ardesiacus), mantener y restaurar pasos de agua y cuencas, y darle lugar a la investigación científica, educación, interpretación ambiental así como también a la recreación en contacto con la naturaleza y el ecoturismo.

## Historia
El Instituto Brasileño del Medio Ambiente y de los Recursos Naturales Renovables (IBAMA) acordó una consulta pública sobre la creación de un parque nacional y refugio silvestre en el sur de Boa Nova en el 14 de diciembre de 2006. El Refugio de Vida Silvestre de Boa Nova se originó como resultado de un decreto federal en el 11 de junio de 2010, el cual también resultó en la creación del parque nacional de Boa Nova con una extensión de aproximadamente 12.065 hectáreas (29.810 acres). Pasó a formar parte del Corredor Ecológico del Bosque Central del Atlántico, creado en 2002. La asamblea consultiva para la reserva fue creada el 27 de agosto de 2015.